# Mahmoud Riad
Mahmoud Riad (en arabe: محمود رياض), né le 8 janvier 1917 et mort le 25 janvier 1992 au Caire, est un diplomate égyptien. 

## Biographie
Il a occupé le poste d'ambassadeur de l'Égypte auprès la Syrie en 1955 et de l'ONU entre 1962 et 1964. Il était également le conseiller des affaires politiques de Gamal Abdel Nasser entre 1958 et 1962 et de Anouar el-Sadate en 1972. Ensuite il fut désigné ministre des Affaires étrangères de 1964 à 1972 pour devenir ensuite le troisième secrétaire général de la Ligue arabe en 1972. En 1979 il démissionne de son poste.